# Saison 2014-2015 de la KHL
Saison précédente Saison suivante
La saison 2014-2015 est la septième saison de hockey sur glace de la Ligue continentale de hockey (désignée par le sigle KHL).

## Palmarès de la saison
KHL
- Coupe d'Ouverture : Metallourg Magnitogorsk
- Coupe du Continent : HK CSKA Moscou
- Coupe du champion de la conférence ouest : SKA Saint-Pétersbourg
- Coupe du champion de la conférence est : Ak Bars Kazan
- Coupe Gagarine : SKA Saint-Pétersbourg

VHL
- Coupe Bratine : Toros Neftekamsk

MHL
- Coupe Kharlamov : Tchaïka Nijni Novgorod

## KHL
Le club finlandais du Jokerit Helsinki et le HK Sotchi font leur entrée dans la ligue. Le Lada Togliatti fait son retour alors que le HK Spartak Moscou, le HC Lev Prague et le Donbass Donetsk ne sont plus engagés.

### Saison régulière
Coupe d'Ouverture
La saison régulière débute le 3 septembre 2014 par le match opposant le Metallourg Magnitogorsk au HK Dinamo Moscou. Le Metallourg remporte la Coupe d'Ouverture 6-1.

#### Classements
La distribution des points s'effectue selon le système suivant :
- 3 points pour la victoire dans le temps réglementaire.
- 2 points pour la victoire en prolongation ou aux tirs au but.
- 1 point pour la défaite en prolongation ou aux tirs au but.
- 0 point pour la défaite dans le temps réglementaire.

##### Association de l'Ouest
| Clt   | Équipe                | PJ | V  | VP | VF | D  | DP | DF | BP  | BC  | Pts |
| ----- | --------------------- | -- | -- | -- | -- | -- | -- | -- | --- | --- | --- |
| +001, | SKA Saint-Pétersbourg | 60 | 36 | 2  | 3  | 14 | 2  | 3  | 210 | 136 | 123 |
| +002, | Jokerit Helsinki      | 60 | 35 | 3  | 2  | 16 | 2  | 2  | 171 | 136 | 119 |
| +003, | HK Dinamo Minsk       | 60 | 27 | 3  | 4  | 21 | 1  | 4  | 171 | 159 | 100 |
| +004, | Atlant Mytichtchi     | 60 | 23 | 1  | 3  | 25 | 3  | 5  | 158 | 161 | 85  |
| +005, | Dinamo Riga           | 60 | 22 | 0  | 3  | 30 | 2  | 3  | 136 | 160 | 77  |
| +006, | KHL Medveščak Zagreb  | 60 | 17 | 3  | 3  | 32 | 2  | 3  | 147 | 191 | 68  |
| +007, | HC Slovan Bratislava  | 60 | 15 | 0  | 5  | 32 | 2  | 6  | 136 | 188 | 63  |

| Clt   | Équipe                 | PJ | V  | VP | VF | D  | DP | DF | BP  | BC  | Pts |
| ----- | ---------------------- | -- | -- | -- | -- | -- | -- | -- | --- | --- | --- |
| +001, | HK CSKA Moscou         | 60 | 39 | 4  | 6  | 9  | 1  | 1  | 207 | 98  | 139 |
| +002, | HK Dinamo Moscou       | 60 | 35 | 5  | 1  | 13 | 0  | 6  | 172 | 120 | 123 |
| +003, | Lokomotiv Iaroslavl    | 60 | 24 | 4  | 4  | 19 | 2  | 7  | 155 | 143 | 97  |
| +004, | Torpedo Nijni Novgorod | 60 | 22 | 1  | 7  | 22 | 3  | 5  | 153 | 144 | 90  |
| +005, | HK Sotchi              | 60 | 23 | 3  | 2  | 23 | 3  | 6  | 164 | 170 | 88  |
| +006, | Severstal Tcherepovets | 60 | 19 | 1  | 7  | 21 | 6  | 6  | 157 | 168 | 85  |
| +007, | HK Vitiaz              | 60 | 20 | 2  | 4  | 28 | 5  | 1  | 152 | 186 | 78  |

| Clt   | Équipe                 | PJ | V  | VP | VF | D  | DP | DF | BP  | BC  | Pts |
| ----- | ---------------------- | -- | -- | -- | -- | -- | -- | -- | --- | --- | --- |
| +001, | HK CSKA Moscou         | 60 | 39 | 4  | 6  | 9  | 1  | 1  | 207 | 98  | 139 |
| +002, | SKA Saint-Pétersbourg  | 60 | 36 | 2  | 3  | 14 | 2  | 3  | 210 | 136 | 123 |
| +003, | HK Dinamo Moscou       | 60 | 35 | 5  | 1  | 13 | 0  | 6  | 172 | 120 | 123 |
| +004, | Jokerit Helsinki       | 60 | 35 | 3  | 2  | 16 | 2  | 2  | 171 | 136 | 119 |
| +005, | HK Dinamo Minsk        | 60 | 27 | 3  | 4  | 21 | 1  | 4  | 171 | 159 | 100 |
| +006, | Lokomotiv Iaroslavl    | 60 | 24 | 4  | 4  | 19 | 2  | 7  | 155 | 143 | 97  |
| +007, | Torpedo Nijni Novgorod | 60 | 22 | 1  | 7  | 22 | 3  | 5  | 153 | 144 | 90  |
| +008, | HK Sotchi              | 60 | 23 | 3  | 2  | 23 | 3  | 6  | 164 | 170 | 88  |
| +009, | Atlant Mytichtchi      | 60 | 23 | 1  | 3  | 25 | 3  | 5  | 158 | 161 | 85  |
| +010, | Severstal Tcherepovets | 60 | 19 | 1  | 7  | 21 | 6  | 6  | 157 | 168 | 85  |
| +011, | HK Vitiaz              | 60 | 20 | 2  | 4  | 28 | 5  | 1  | 152 | 186 | 78  |
| +012, | Dinamo Riga            | 60 | 22 | 0  | 3  | 30 | 2  | 3  | 136 | 160 | 77  |
| +013, | KHL Medveščak Zagreb   | 60 | 17 | 3  | 3  | 32 | 2  | 3  | 147 | 191 | 68  |
| +014, | HC Slovan Bratislava   | 60 | 15 | 0  | 5  | 32 | 2  | 6  | 136 | 188 | 63  |

##### Association de l'Est
| Clt   | Équipe                   | PJ | V  | VP | VF | D  | DP | DF | BP  | BC  | Pts |
| ----- | ------------------------ | -- | -- | -- | -- | -- | -- | -- | --- | --- | --- |
| +001, | Sibir Novossibirsk       | 60 | 34 | 2  | 1  | 20 | 2  | 1  | 176 | 125 | 111 |
| +002, | Avangard Omsk            | 60 | 30 | 2  | 3  | 17 | 6  | 2  | 172 | 139 | 108 |
| +003, | Barys Astana             | 60 | 24 | 2  | 4  | 21 | 3  | 6  | 170 | 165 | 93  |
| +004, | Salavat Ioulaïev Oufa    | 60 | 25 | 2  | 1  | 27 | 1  | 4  | 158 | 173 | 86  |
| +005, | Admiral Vladivostok      | 60 | 20 | 4  | 4  | 18 | 1  | 3  | 162 | 172 | 80  |
| +006, | Metallourg Novokouznetsk | 60 | 10 | 3  | 7  | 37 | 2  | 1  | 115 | 190 | 53  |
| +007, | Amour Khabarovsk         | 60 | 11 | 0  | 3  | 40 | 2  | 4  | 117 | 207 | 45  |

| Clt   | Équipe                      | PJ | V  | VP | VF | D  | DP | DF | BP  | BC  | Pts |
| ----- | --------------------------- | -- | -- | -- | -- | -- | -- | -- | --- | --- | --- |
| +001, | Ak Bars Kazan               | 60 | 34 | 2  | 4  | 14 | 0  | 6  | 169 | 115 | 120 |
| +002, | Metallourg Magnitogorsk     | 60 | 32 | 4  | 4  | 15 | 3  | 2  | 174 | 129 | 117 |
| +003, | Traktor Tcheliabinsk        | 60 | 21 | 2  | 6  | 24 | 4  | 3  | 144 | 154 | 86  |
| +004, | Avtomobilist Iekaterinbourg | 60 | 21 | 2  | 3  | 26 | 2  | 6  | 134 | 147 | 81  |
| +005, | Neftekhimik Nijnekamsk      | 60 | 17 | 2  | 6  | 29 | 2  | 4  | 165 | 199 | 73  |
| +006, | Lada Togliatti              | 60 | 16 | 3  | 5  | 32 | 2  | 2  | 130 | 158 | 68  |
| +007, | Iougra Khanty-Mansiïsk      | 60 | 14 | 5  | 2  | 31 | 3  | 5  | 134 | 176 | 64  |

| Clt   | Équipe                      | PJ | V  | VP | VF | D  | DP | DF | BP  | BC  | Pts |
| ----- | --------------------------- | -- | -- | -- | -- | -- | -- | -- | --- | --- | --- |
| +001, | Ak Bars Kazan               | 60 | 34 | 2  | 4  | 14 | 0  | 6  | 169 | 115 | 120 |
| +002, | Sibir Novossibirsk          | 60 | 34 | 2  | 1  | 20 | 2  | 1  | 176 | 125 | 111 |
| +003, | Metallourg Magnitogorsk     | 60 | 32 | 4  | 4  | 15 | 3  | 2  | 174 | 129 | 117 |
| +004, | Avangard Omsk               | 60 | 30 | 2  | 3  | 17 | 6  | 2  | 172 | 139 | 108 |
| +005, | Barys Astana                | 60 | 24 | 2  | 4  | 21 | 3  | 6  | 170 | 165 | 93  |
| +006, | Salavat Ioulaïev Oufa       | 60 | 25 | 2  | 1  | 27 | 1  | 4  | 158 | 173 | 86  |
| +007, | Traktor Tcheliabinsk        | 60 | 21 | 2  | 6  | 24 | 4  | 3  | 144 | 154 | 86  |
| +008, | Avtomobilist Iekaterinbourg | 60 | 21 | 2  | 3  | 26 | 2  | 6  | 134 | 147 | 81  |
| +009, | Admiral Vladivostok         | 60 | 20 | 4  | 4  | 18 | 1  | 3  | 162 | 172 | 80  |
| +010, | Neftekhimik Nijnekamsk      | 60 | 17 | 2  | 6  | 29 | 2  | 4  | 165 | 199 | 73  |
| +011, | Lada Togliatti              | 60 | 16 | 3  | 5  | 32 | 2  | 2  | 130 | 158 | 68  |
| +012, | Iougra Khanty-Mansiïsk      | 60 | 14 | 5  | 2  | 31 | 3  | 5  | 134 | 176 | 64  |
| +013, | Metallourg Novokouznetsk    | 60 | 10 | 3  | 7  | 37 | 2  | 1  | 115 | 190 | 53  |
| +014, | Amour Khabarovsk            | 60 | 11 | 0  | 3  | 40 | 2  | 4  | 117 | 207 | 45  |

- Champion de la Koubok Kontinenta
- Champion de division
- Qualifié pour la Coupe Gagarine

### Coupe Gagarine
Seize équipes participent aux séries éliminatoires : huit de l'Association de l'Est et huit de celle de l'Ouest.

#### Arbre de qualification
|  | 1er tour | 1er tour                    | 1er tour                |   |                         | Demi-finales d'Association | Demi-finales d'Association | Demi-finales d'Association |  |   | Finales d'Association | Finales d'Association | Finales d'Association |  |   | Finales KHL           | Finales KHL | Finales KHL |
|  |          |                             |                         |   |                         |                            |                            |                            |  |   |                       |                       |                       |  |   |                       |             |             |
|  | 1        | CSKA Moscou                 | 4                       |   |                         |                            |                            |                            |  |   |                       |                       |                       |  |   |                       |             |             |
|  | 8        | HK Sotchi                   | 0                       |   |                         |                            |                            |                            |  |   |                       |                       |                       |  |   |                       |             |             |
|  | 8        | HK Sotchi                   | 0                       |   | 1                       | CSKA Moscou                | 4                          |                            |  |   |                       |                       |                       |  |   |                       |             |             |
|  |          |                             |                         |   | 1                       | CSKA Moscou                | 4                          |                            |  |   |                       |                       |                       |  |   |                       |             |             |
|  |          | 4                           | Jokerit Helsinki        | 1 |                         |                            |                            |                            |  |   |                       |                       |                       |  |   |                       |             |             |
|  | 4        | 4                           | Jokerit Helsinki        | 1 | Jokerit Helsinki        | 4                          |                            |                            |  |   |                       |                       |                       |  |   |                       |             |             |
|  | 4        |                             |                         |   | Jokerit Helsinki        | 4                          |                            |                            |  |   |                       |                       |                       |  |   |                       |             |             |
|  | 5        | Dinamo Minsk                | 1                       |   |                         |                            |                            |                            |  |   |                       |                       |                       |  |   |                       |             |             |
|  | 5        | Dinamo Minsk                | 1                       |   |                         |                            |                            |                            |  | 1 | CSKA Moscou           | 3                     |                       |  |   |                       |             |             |
|  |          |                             |                         |   |                         |                            |                            |                            |  | 1 | CSKA Moscou           | 3                     |                       |  |   |                       |             |             |
|  |          | 2                           | SKA Saint-Pétersbourg   | 4 |                         |                            |                            |                            |  |   |                       |                       |                       |  |   |                       |             |             |
|  | 2        | 2                           | SKA Saint-Pétersbourg   | 4 | SKA Saint-Pétersbourg   | 4                          |                            |                            |  |   |                       |                       |                       |  |   |                       |             |             |
|  | 2        |                             |                         |   | SKA Saint-Pétersbourg   | 4                          |                            |                            |  |   |                       |                       |                       |  |   |                       |             |             |
|  | 7        | Torpedo Nijni Novgorod      | 1                       |   |                         |                            |                            |                            |  |   |                       |                       |                       |  |   |                       |             |             |
|  | 7        | Torpedo Nijni Novgorod      | 1                       |   | 2                       | SKA Saint-Pétersbourg      | 4                          |                            |  |   |                       |                       |                       |  |   |                       |             |             |
|  |          |                             |                         |   | 2                       | SKA Saint-Pétersbourg      | 4                          |                            |  |   |                       |                       |                       |  |   |                       |             |             |
|  |          | 3                           | Dinamo Moscou           | 1 |                         |                            |                            |                            |  |   |                       |                       |                       |  |   |                       |             |             |
|  | 3        | 3                           | Dinamo Moscou           | 1 | Dinamo Moscou           | 4                          |                            |                            |  |   |                       |                       |                       |  |   |                       |             |             |
|  | 3        |                             |                         |   | Dinamo Moscou           | 4                          |                            |                            |  |   |                       |                       |                       |  |   |                       |             |             |
|  | 6        | Lokomotiv Iaroslavl         | 2                       |   |                         |                            |                            |                            |  |   |                       |                       |                       |  |   |                       |             |             |
|  | 6        | Lokomotiv Iaroslavl         | 2                       |   |                         |                            |                            |                            |  |   |                       |                       |                       |  | 2 | SKA Saint-Pétersbourg | 4           |             |
|  |          |                             |                         |   |                         |                            |                            |                            |  |   |                       |                       |                       |  | 2 | SKA Saint-Pétersbourg | 4           |             |
|  |          | 1                           | Ak Bars Kazan           | 1 |                         |                            |                            |                            |  |   |                       |                       |                       |  |   |                       |             |             |
|  | 1        | 1                           | Ak Bars Kazan           | 1 | Ak Bars Kazan           | 4                          |                            |                            |  |   |                       |                       |                       |  |   |                       |             |             |
|  | 1        |                             |                         |   | Ak Bars Kazan           | 4                          |                            |                            |  |   |                       |                       |                       |  |   |                       |             |             |
|  | 8        | Avtomobilist Iekaterinbourg | 1                       |   |                         |                            |                            |                            |  |   |                       |                       |                       |  |   |                       |             |             |
|  | 8        | Avtomobilist Iekaterinbourg | 1                       |   | 1                       | Ak Bars Kazan              | 4                          |                            |  |   |                       |                       |                       |  |   |                       |             |             |
|  |          |                             |                         |   | 1                       | Ak Bars Kazan              | 4                          |                            |  |   |                       |                       |                       |  |   |                       |             |             |
|  |          | 4                           | Avangard Omsk           | 1 |                         |                            |                            |                            |  |   |                       |                       |                       |  |   |                       |             |             |
|  | 4        | 4                           | Avangard Omsk           | 1 | Avangard Omsk           | 4                          |                            |                            |  |   |                       |                       |                       |  |   |                       |             |             |
|  | 4        |                             |                         |   | Avangard Omsk           | 4                          |                            |                            |  |   |                       |                       |                       |  |   |                       |             |             |
|  | 5        | Barys Astana                | 3                       |   |                         |                            |                            |                            |  |   |                       |                       |                       |  |   |                       |             |             |
|  | 5        | Barys Astana                | 3                       |   |                         |                            |                            |                            |  | 1 | Ak Bars Kazan         | 4                     |                       |  |   |                       |             |             |
|  |          |                             |                         |   |                         |                            |                            |                            |  | 1 | Ak Bars Kazan         | 4                     |                       |  |   |                       |             |             |
|  |          | 2                           | Sibir Novossibirsk      | 1 |                         |                            |                            |                            |  |   |                       |                       |                       |  |   |                       |             |             |
|  | 2        | 2                           | Sibir Novossibirsk      | 1 | Sibir Novossibirsk      | 4                          |                            |                            |  |   |                       |                       |                       |  |   |                       |             |             |
|  | 2        |                             |                         |   | Sibir Novossibirsk      | 4                          |                            |                            |  |   |                       |                       |                       |  |   |                       |             |             |
|  | 7        | Traktor Tcheliabinsk        | 2                       |   |                         |                            |                            |                            |  |   |                       |                       |                       |  |   |                       |             |             |
|  | 7        | Traktor Tcheliabinsk        | 2                       |   | 2                       | Sibir Novossibirsk         | 4                          |                            |  |   |                       |                       |                       |  |   |                       |             |             |
|  |          |                             |                         |   | 2                       | Sibir Novossibirsk         | 4                          |                            |  |   |                       |                       |                       |  |   |                       |             |             |
|  |          | 3                           | Metallourg Magnitogorsk | 1 |                         |                            |                            |                            |  |   |                       |                       |                       |  |   |                       |             |             |
|  | 3        | 3                           | Metallourg Magnitogorsk | 1 | Metallourg Magnitogorsk | 4                          |                            |                            |  |   |                       |                       |                       |  |   |                       |             |             |
|  | 3        |                             |                         |   | Metallourg Magnitogorsk | 4                          |                            |                            |  |   |                       |                       |                       |  |   |                       |             |             |
|  | 6        | Salavat Ioulaïev Oufa       | 1                       |   |                         |                            |                            |                            |  |   |                       |                       |                       |  |   |                       |             |             |

#### Finale de la Coupe Gagarine
| 11 avril | Ak Bars Kazan | 2-4 (0-1, 0-2, 2-1) | SKA Saint-Pétersbourg | TatNeft Arena 8 585 spectateurs |

| Feuille de match | Feuille de match                                                                              | Feuille de match        | Feuille de match | Feuille de match                                                              |
| ---------------- | --------------------------------------------------------------------------------------------- | ----------------------- | --- | ----------------------------------------------------------------------------- |
|                  | - Azevedo (Mirnov, Möller) — 50 min 45 s (SN) Zakhartchouk (Gloukhov, Varnakov) — 57 min 35 s | 0-1 0-2 0-3 0-4 1-4 2-4 | Panarine — 16 min 1 s (SN) Thoresen (Kovaltchouk, Belov) — 20 min 23 s Dadonov (Chipatchiov, Roukavichnikov) — 21 min 5 s Chipatchiov (Panarine) — 45 min 28 s - - | Arbitrage : Alexei Anisimov, Konstantin Olenin Dmitry Sivov, Sergei Shelyanin |
| Nilsson          | Gardiens                                                                                      | Koskinen                | | Arbitrage : Alexei Anisimov, Konstantin Olenin Dmitry Sivov, Sergei Shelyanin |
| 14 min           | Pénalités                                                                                     | 16 min                  | | Arbitrage : Alexei Anisimov, Konstantin Olenin Dmitry Sivov, Sergei Shelyanin |
| 32               | Tirs                                                                                          | 27                      | | Arbitrage : Alexei Anisimov, Konstantin Olenin Dmitry Sivov, Sergei Shelyanin |

| 13 avril | Ak Bars Kazan | 0-1 (0-1, 0-0, 0-0) | SKA Saint-Pétersbourg | TatNeft Arena 8 585 spectateurs |

| Feuille de match | Feuille de match | Feuille de match | Feuille de match                         | Feuille de match                                                               |
| ---------------- | ---------------- | ---------------- | ---------------------------------------- | ------------------------------------------------------------------------------ |
|                  | -                | 0-1              | Bourdassov (Roukavichnikov) — 19 min 1 s | Arbitrage : Jyri Ronn, Antonin Jerabek Alexander Zakharenkov, Sergei Shelyanin |
| Nilsson          | Gardiens         | Koskinen         |                                          | Arbitrage : Jyri Ronn, Antonin Jerabek Alexander Zakharenkov, Sergei Shelyanin |
| 10 min           | Pénalités        | 8 min            |                                          | Arbitrage : Jyri Ronn, Antonin Jerabek Alexander Zakharenkov, Sergei Shelyanin |
| 19               | Tirs             | 20               |                                          | Arbitrage : Jyri Ronn, Antonin Jerabek Alexander Zakharenkov, Sergei Shelyanin |

| 15 avril | SKA Saint-Pétersbourg | 1-2 (1-0, 0-0, 0-2) | Ak Bars Kazan | Palais de glace Saint-Pétersbourg 12 171 spectateurs |

| Feuille de match | Feuille de match                         | Feuille de match | Feuille de match                                                                        | Feuille de match                                                                  |
| ---------------- | ---------------------------------------- | ---------------- | --------------------------------------------------------------------------------------- | --------------------------------------------------------------------------------- |
|                  | Mårtensson (Tchoudinov) — 14 min 7 s - - | 1-0 1-1 1-2      | - Medvedev (Möller, Azevedo) — 46 min 44 s Svitov (Kaltsow, Zakhartchouk) — 55 min 55 s | Arbitrage : Alexei Anisimov, Antonin Jerabek Konstantin Gordenko, Roman Shikhanov |
| Koskinen         | Gardiens                                 | Nilsson          |                                                                                         | Arbitrage : Alexei Anisimov, Antonin Jerabek Konstantin Gordenko, Roman Shikhanov |
| 8 min            | Pénalités                                | 10 min           |                                                                                         | Arbitrage : Alexei Anisimov, Antonin Jerabek Konstantin Gordenko, Roman Shikhanov |
| 22               | Tirs                                     | 24               |                                                                                         | Arbitrage : Alexei Anisimov, Antonin Jerabek Konstantin Gordenko, Roman Shikhanov |

| 17 avril | SKA Saint-Pétersbourg | 3-2 (1-0, 1-1, 1-1) | Ak Bars Kazan | Palais de glace Saint-Pétersbourg 12 477 spectateurs |

| Feuille de match | Feuille de match | Feuille de match    | Feuille de match                                                                               | Feuille de match                                                        |
| ---------------- | --- | ------------------- | ---------------------------------------------------------------------------------------------- | ----------------------------------------------------------------------- |
|                  | Thoresen (Kovaltchouk) — 38 s - Ericsson (Kovaltchouk, Koskinen) — 33 min 36 s (SN) Dadonov (Kovaltchouk) — 40 min 44 s (SN) - | 1-0 1-1 2-1 3-1 3-2 | - Möller (Azevedo, Nikouline) — 30 min (SN) - Azevedo (Zakhartchouk, Loukoïanov) — 59 min 19 s | Arbitrage : Jyri Ronn, Konstantin Olenin Roman Shikhanov, Ivan Dedyulya |
| Koskinen         | Gardiens | Nilsson             |                                                                                                | Arbitrage : Jyri Ronn, Konstantin Olenin Roman Shikhanov, Ivan Dedyulya |
| 6 min            | Pénalités | 4 min               |                                                                                                | Arbitrage : Jyri Ronn, Konstantin Olenin Roman Shikhanov, Ivan Dedyulya |
| 23               | Tirs | 30                  |                                                                                                | Arbitrage : Jyri Ronn, Konstantin Olenin Roman Shikhanov, Ivan Dedyulya |

| 19 avril | Ak Bars Kazan | 1-6 (0-4, 1-1, 0-1) | SKA Saint-Pétersbourg | TatNeft Arena 8 585 spectateurs |

| Feuille de match                           | Feuille de match                               | Feuille de match            | Feuille de match | Feuille de match                                                                       |
| ------------------------------------------ | ---------------------------------------------- | --------------------------- | --- | -------------------------------------------------------------------------------------- |
|                                            | - Gloukhov (Vrána, Medvedev) — 21 min 17 s - - | 0-1 0-2 0-3 0-4 1-4 1-5 1-6 | Ericsson — 1 min 13 s Kovaltchouk (Panarine, Chipatchiov) — 6 min 31 s Dadonov — 10 min 44 s Ponikarovsky (Khokhriakov, Belov) — 14 min 5 s - Kovaltchouk (Thoresen) — 22 min 3 s Červenka (Panarine, Belov) — 58 min 57 s | Arbitrage : Antonin Jerabek, Konstantin Olenin Alexander Zakharenkov, Sergei Shelyanin |
| Nilsson (23 min 9 s) Garipov (36 min 37 s) | Gardiens                                       | Koskinen                    | | Arbitrage : Antonin Jerabek, Konstantin Olenin Alexander Zakharenkov, Sergei Shelyanin |
| 18 min                                     | Pénalités                                      | 6 min                       | | Arbitrage : Antonin Jerabek, Konstantin Olenin Alexander Zakharenkov, Sergei Shelyanin |
| 25                                         | Tirs                                           | 36                          | | Arbitrage : Antonin Jerabek, Konstantin Olenin Alexander Zakharenkov, Sergei Shelyanin |

#### Vainqueurs de la Coupe Gagarine
| Vainqueurs de la Coupe Gagarine SKA Saint-Pétersbourg | Gardiens de but : Mikko Koskinen, Ilia Iejov Défenseurs : Iouri Aleksandrov, Anton Belov, Nikolaï Belov, Andreï Iermakov, Dmitri Ioudine, Dmitri Kalinine, Dinar Khafizoulline, Andreï Kouteïkine, Roman Roukavichnikov, Maksim Tchoudinov Attaquants : Tony Mårtensson, Viktor Tikhonov, Ilia Kovaltchouk, Jimmie Ericsson, Oleksiï Ponikarovsky, Ilia Kabloukov, Ievgueni Ketov, Patrick Thoresen, Ievgueni Dadonov, Roman Červenka, Anton Bourdassov, Artemi Panarine, Piotr Khokhriakov, Vadim Chipatchiov, Aleksandr Kadeïkine, Aleksandr Barabanov Entraîneurs : Viatcheslav Bykov, Igor Zakharkine, Nikolaï Borchtchevski , Sergueï Zoubov |

## VHL
La Ligue majeure de hockey (VHL) est le deuxième niveau du championnat de Russie. Elle est organisée par la KHL. La plupart de ces équipes sont affiliées à un club de KHL.

## MHL
La Molodiojnaïa Hokkeïnaïa Liga (désignée par le sigle MHL) est le championnat des équipes juniors de la KHL.